# Coordenadas horarias
En astronomía y en navegación, las Coordenadas Ecuatoriales Horarias o Coordenadas horarias, son un sistema de coordenadas para localización de elementos en la esfera celeste.
Su plano fundamental es el plano del ecuador.
Se trata de un sistema semilocal (una coordenada es local y otra universal)
Las coordenadas de este sistema son estas dos:
- Declinación (delta): Es el ángulo que forma la visual del astro con el plano ecuatorial. Es una coordenada universal, válida en cualquier punto del planeta.

Comienza en el eje del ecuador con 0º y llega hasta 90° en el Norte y -90° en el sur.
El ángulo complementario a la declinación es la distancia polar.
- Ángulo horario (H): es el ángulo diedro que forma el meridiano superior del lugar, meridiano del observador, con el círculo horario que pasa por el astro. Se cuenta en sentido del movimiento diurno (horario). Se mide en horas, minutos, y segundos (no en grados). Recordar que 360° equivale a 24 horas.

Es una coordenada local (varía de un lugar a otro)
Un meridiano celeste es el círculo máximo que pasa por los polos. Sí además pasa por el observador es el meridiano del observador, también llamado meridiano del lugar, y es el origen del ángulo horario. 
Círculo horario es el meridiano celeste que pasa por el astro.
La declinación de un astro no depende de la posición del observador, pero el ángulo horario sí que depende de la posición del observador. Es decir un mismo astro en un mismo momento son vistos bajo diferentes ángulos horarios por diferentes observadores situados en puntos diferentes de la Tierra. Esto significa que las coordenadas horarias son locales.
Cuando hablamos de Coordenadas ecuatoriales nos referimos a las "Coordenadas ecuatoriales absolutas", pero cuando hablamos de Coordenadas horarias nos referimos a "Coordenadas ecuatoriales horarias". En ambos sistemas el plano fundamental es el que forma el ecuador con la esfera celeste. 
Las "coordenadas ecuatoriales absolutas" se basan en la Ascensión Recta (AR) y en la Declinación (δ)(Dec), mientras que las "coordenadas ecuatoriales horarias" se basan en el Ángulo horario (H) y en la Declinación. 
- Datos: Q9364775